# 닛타키촌
닛타키촌(日立木村)은 후쿠시마현 하마도리 북부 소마군에 속했던 촌이다. 현재의 소마시 남동부에 해당한다.

## 역사
- 1900년 2월 13일 - 4개의 오아자가 분립해 닛타키촌이 성립하였다.
- 1954년 3월 31일 - 나카무라 정, 오노 촌, 이토요 촌, 야와타 촌, 야마카미 촌, 다마노 촌, 이소베 촌과 합병해 소마 시가 되어, 동일 닛타키촌이 폐지되었다.

## 교통

### 철도
- 일본국유철도 조반 선

### 도로
- 국도 6호선

## 참고문헌
- 角川日本地名大辞典 7 福島県